# Тріада Гатчінсона
Тріада Гатчінсона (англ. Hutchinson's triad; також відома переважно з російськомовних джерел як тріада Гетчінсона) — діагностичний симптом пізнього уродженого сифілісу, одночасне поєднання трьох ознак:
- кератит;
- глухота;
- аномалії розвитку зубів — так звані зуби Гатчінсона.

Паренхіматозний кератит проявляється світлобоязню, сльозотечею, блефароспазмом, циліарною ін'єкцією (проростання в рогівку новоутворених кровоносних судин з циліарних судин склери у вигляді волоті або еполеток.) і помутнінням рогівки. Ураження рогівки виникає частіше в крайових, рідше в центральних відділах. Воно буває вогнищевим або дифузним, з різною швидкістю поширення процесу, зрештою охоплює всю рогівку, яка стає молочно-білого відтінку, матовою, непрозорою. Зір знижується практично до нуля.
Глухота виникає внаслідок пізнього сифілітичного лабіринтиту з ураженням VIII пари черепних нервів, зустрічається частіше у віці 8-15 років, більшістю у дівчат. Турбує до формування глухоти дзвон і шум у вухах, епізоди запаморочення, порушується кісткова провідність. Зазвичай ураження є двостороннім, перебігає з чергуванням періодів поліпшення і різкого погіршення. Зрідка розвивається й глухонімота тоді, коли глухота розвинулася в дуже ранньому віці до оволодіння дитиною мовою.
Зуби Гатчінсона являють собою специфічну зміну форми різців — вони зменшені завширшки і завдовжки, недорозвинені, сходяться своїми вільними краями, косо поставлені, розділені досить значущою щілиною. Різці мають бочкоподібні контури з напівмісячною виїмкою по їхньому ріжучому краю.
Наявність тріади вважається патогномонічним симптомом пізнього уродженого сифілісу, хоча це не дуже часта ситуація, адже кератит спостерігається в 50 % випадків хвороби, Гатчінсонові зуби — в 20 %, а глухота — в 10 %.
Тріаду названо на честь англійського хірурга, офтальмолога, дерматовенеролога, сера Джонатана Гатчінсона (англ. Jonathan Hutchinson; роки життя 1828—1913), іменем якого названо багато симптомів у медицині.